# MTAB
MTAB är ett transportföretag inom hantering av konst, tekniska produkter och turnérande verksamheter. MTAB:s affärsidé är att transportera, hantera och förvara ömtåliga och värdefulla föremål med minsta möjliga påverkan på såväl gods som miljö. MTAB Group är representerade med egna bolag i Sverige, Danmark, Norge och Finland.